# Daïra d'El Ancer
La daïra d'El Ancer est une daïra d'Algérie située dans la wilaya de Jijel et dont le chef-lieu est la ville éponyme d'El Ancer.

## Localisation
La daïra est située au nord-est et au centre de la wilaya de Jijel.

## Communes de la daïra
La daïra est composée de quatre communes : Djemaa Beni Habibi, Bouraoui Belhadef, El Ancer et Kheïri Oued Adjoul.